# Armorial de la Serbie
- certaines figures sont encore dans un format bitmap et doivent être vectorisées.

Cette page donne les armoiries (figures et blasonnements) des principales villes de Serbie.
| Image | Nom de la commune et blasonnement |
| ----- | --------------------------------- |
|       | Belgrade                          |
|       | Valjevo                           |
|       | Vranje                            |
|       | Zaječar                           |
|       | Zrenjanin                         |
|       | Jagodina                          |
|       | Kragujevac                        |
|       | Kraljevo                          |
|       | Kruševac                          |
|       | Leskovac                          |
|       | Loznica                           |
|       | Niš                               |
|       | Novi Pazar                        |
|       | Novi Sad                          |
|       | Pančevo                           |
|       | Požarevac                         |
|       | Priština                          |
|       | Smederevo                         |
|       | Sombor                            |
|       | Sremska Mitrovica                 |
|       | Subotica                          |
|       | Užice                             |
|       | Čačak                             |
|       | Šabac                             |